# Camp protohistorique de Kastel-Ker-Nevé
Pour les articles homonymes, voir Camp de César et Kastel (homonymie).
Le camp protohistorique de Kastel-Ker-Nevé (ou plus couramment camp de César) est une ancienne place forte située sur la commune de Saint-Avé, dans le département du Morbihan, et datant probablement de l'époque gauloise.

## Description
Situé à deux km au nord du bourg de Saint-Avé, au-dessus du lieu-dit Le Guernevé et à la limite de la commune de Monterblanc, le camp protohistorique de Kastel-Ker-Nevé se présente comme un camp retranché de plan triangulaire perché au sommet d'un escarpement, à 105 m d'altitude. Sa superficie est d'environ un hectare. Couvert de fougères, de lande et planté de quelques arbres, le site n'est absolument pas mis en valeur et seule la présence organisée de talus et de fossés laisse imaginer le rôle défensif qu'il a pu jouer.
L'extrémité Est surplombant les vallées boisées est signalée comme point d'observations ornithologiques.

## Aspect stratégique
Le site domine d'une cinquantaine de mètres le ruisseau de Lihuanten et offre une vue sur le golfe du Morbihan, ce qui lui donne un intérêt stratégique évident.
Uniquement accessible par le flanc ouest, il est naturellement protégé à l'est et au nord par la forte déclivité naturelle du terrain. Au sud, une série de fossés et de remparts a été aménagée pour le renforcer. 

## Histoire
Le camp protohistorique de Kastel-Ker-Nevé n'a pas fait l'objet d'études sérieuses, si bien que son histoire est très mal connue. Son origine elle-même n'est pas claire : elle pourrait se situer entre le Néolithique et le Moyen Âge, avec une plus forte probabilité pour l'âge du fer.
Au XIXe siècle, des archéologues ont tour à tour attribué sa construction aux Vénètes et aux Romains. Cette dernière hypothèse l'ayant emporté, le nom de camp de César est entré dans l'usage local.

## Légendes
Plusieurs légendes locales sont liées au site : existence d'une chapelle souterraine, d'une barrique d'argent gardée par le diable, etc. Une autre légende le relie à la chapelle de Mangolérian, située de l'autre côté de la vallée, à l'extrémité de l'aéroport de Vannes.

## Protection
Le camp  protohistorique de Kastel-Ker-Nevé fait l'objet d'un classement au titre des monuments historiques par arrêté du 26 novembre 1973.
C'est une propriété communale depuis 1997.